# Hector-Louis Langevin
Hector-Louis Langevin (ur. 25 sierpnia 1826, zm. 11 czerwca 1906) – kanadyjski polityk II poł. XIX w., związany z Quebekiem. Był uczestnikiem konferencji w Charlottetown i w Quebecu, oraz konferencji londyńskiej. Zaliczany jest do grona Ojców Konfederacji. Konserwatysta. Po śmierci Cartiera został liderem partii konserwatywnej w Quebecu.
Langevin, będąc prawnikiem, pracował w jednym biurze z Morinem i Cartierem. W 1856 włączył się do polityki na poziomie samorządowym, wchodząc do rady miejskiej Québecu. W latach 1858–1861 był burmistrzem tego miasta. W 1857 zaczął być aktywny na poziomie krajowym. Zdobył miejsce w zgromadzeniu legislacyjnym, by w 1864 zostać prokuratorem generalnym, a w 1886 dyrektorem poczty.
Po zawiązaniu Konfederacji, w której grał istotną rolę, został nadzorcą urzędu do spraw Indian, a następnie Ministrem Robót Publicznych. Będąc nim, znalazł się w samym centrum korupcyjnego skandalu związanego z budową Kolei Transkanadyjskiej. Ustąpił wraz z całym rządem Johna Macdonalda. Gdy Macdonald powrócił do władzy, przywrócił Langevina na stanowisko dyrektora departamentu Poczty. Po śmierci Cartiera, Langevin został najbliższym współpracownikiem Macdonalda w Quebecu. Po wyborach 1887 stał się jednym z kilku deputowanych konserwatywnych, którym udało się zachować mandat po tym, jak w wyniku sprawy Riela konserwatyści stracili popularność we frankofońskiej społeczności.
W 1896 Langevin przeszedł na polityczną emeryturę.